# Taz (personnage)
Pour les articles homonymes, voir Taz (homonymie).
Le Diable de Tasmanie (Tasmanian Devil ou Tazmanian Devil en version originale), dit Taz, est un personnage de dessin animé figurant dans les séries de dessins animés de Warner Bros. Looney Tunes et Merrie Melodies.
Bien que le personnage ne soit apparu que dans 5 cinq courts métrages — la première fois dans Devil May Hare en 1954 — avant la fermeture des studios Warner Bros. Cartoons en 1963 (qui devient définitive en 1969), ses apparitions télévisuelles ainsi que l'exploitation marketing du personnage lui ont donné une nouvelle popularité durant les années 1990. 
Son prénom, Claude, est révélé dans le court-métrage Bedeviled Rabbit en 1957.

## Informations sur le personnage
On le voit apparaître dans des dessins animés avec Bugs Bunny ou Daffy Duck. Ce diable de Tasmanie parle peu mais émet des grognements bizarres presque incompréhensibles (entrecoupés de bruits de pets qu'il fait avec la bouche, ce qui donne un effet comique). Quand il veut bouger, il devient une véritable tornade (alors auto-surnommé « Taz toupie ») et détruit tout sur son passage.
Taz est également très glouton et dévore tout ce qui lui tombe sous la main, y compris des arbres, des livres ou encore de la dynamite.
En 1990, il obtient sa propre série animée, Taz-Mania ce qui est à l'origine de sa nouvelle popularité.
Il est également le personnage principal de 4 jeux vidéos : Taz Mania,Taz in Escape from Mars, Taz Express et Taz Wanted.
Il apparaît aussi dans les longs métrages Space Jam en 1996 et Les Looney Tunes passent à l'action en 2003.

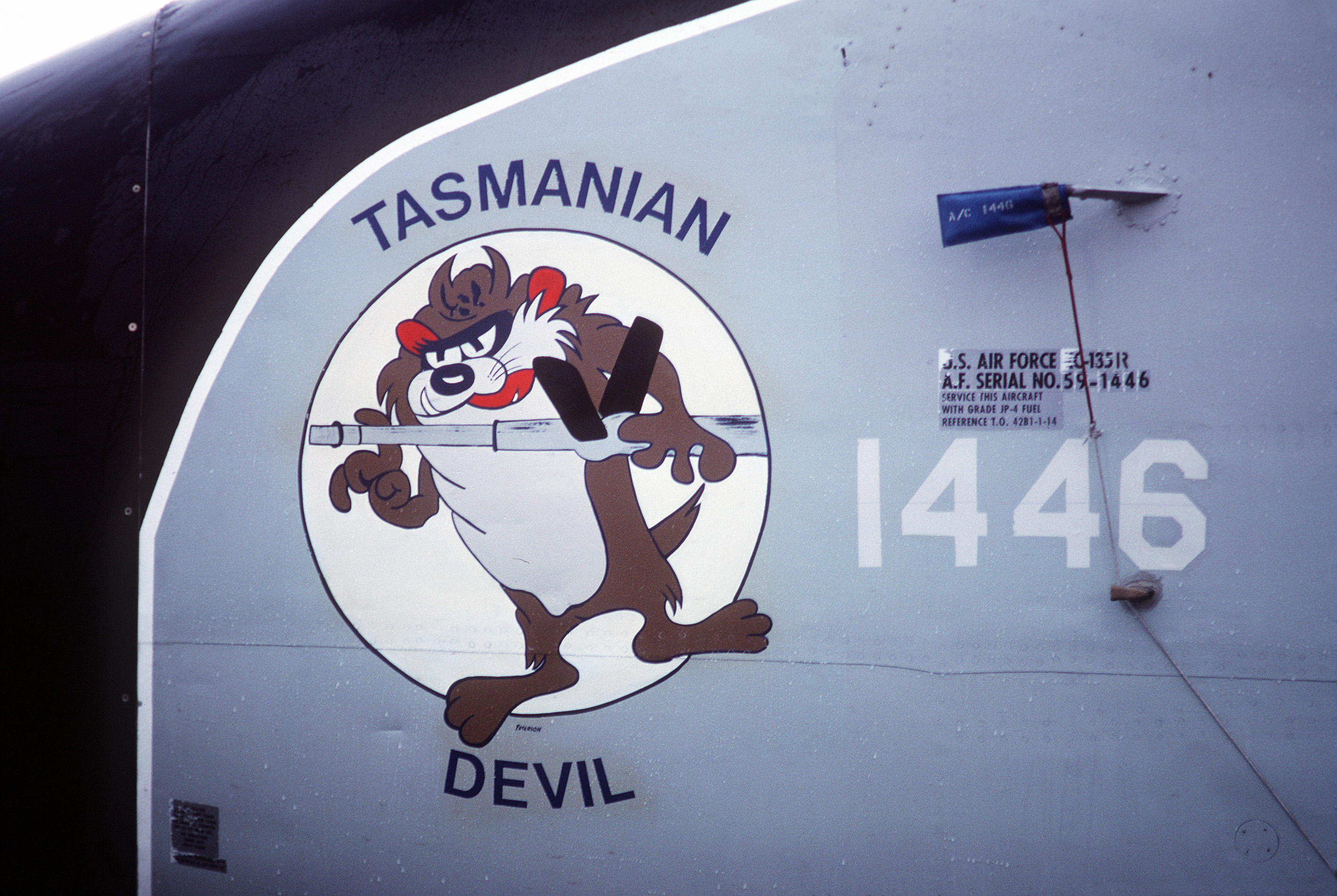
Taz figure dans la peinture sur le nez d'un avion américain, un Stratotanker KC-135R de la base Ellsworth (Dakota du Sud). Durant la Seconde Guerre mondiale, des personnages de comics ou de dessins animés ont été représentés sur plusieurs avions de combat.

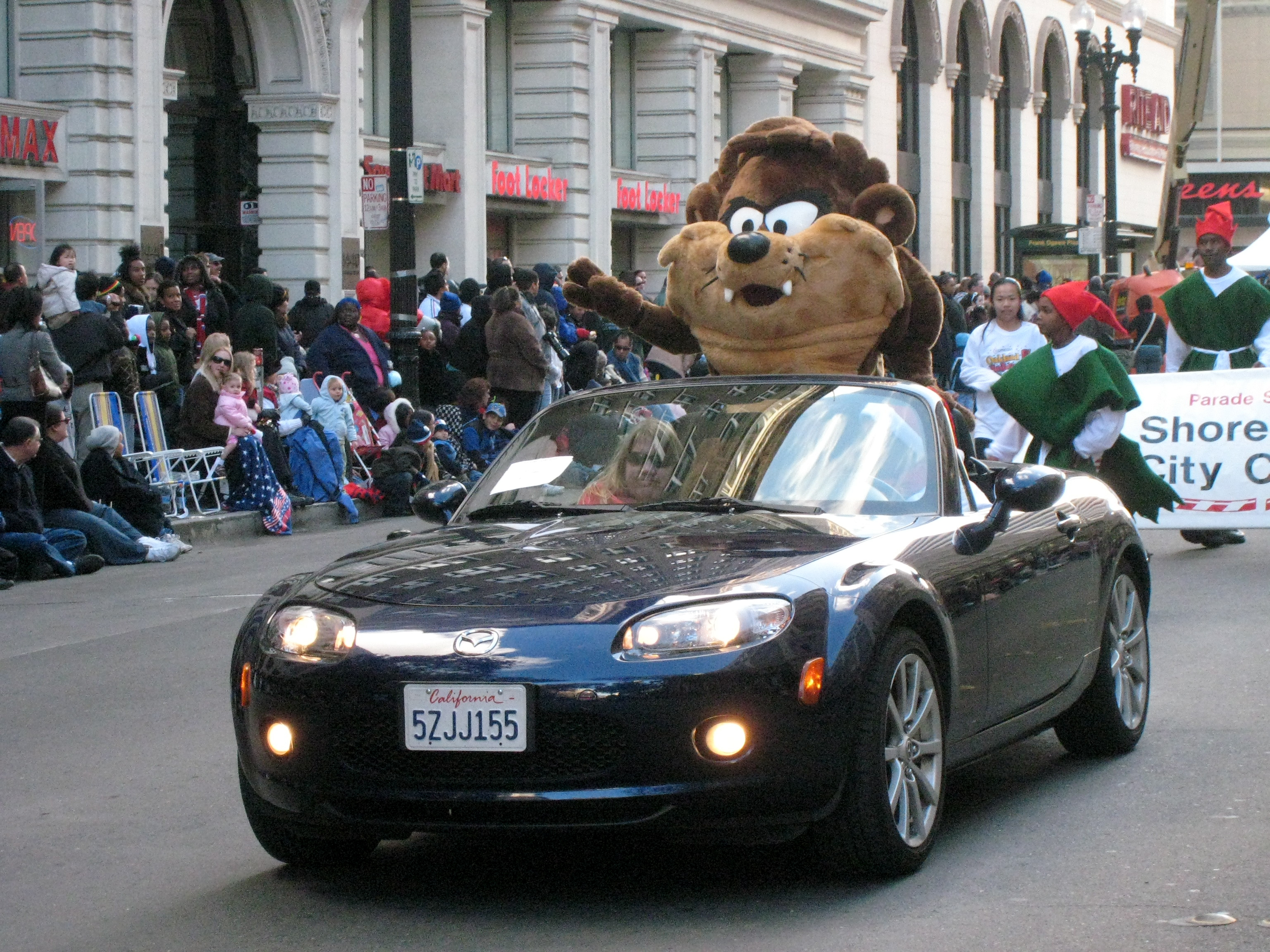
Défilé avec le costume de Taz.